# Moholz
Moholz (obersorbisch Wuhelc) ist ein Dorf in der Oberlausitz. Moholz gehört zum Ortsteil See der sächsischen Kleinstadt Niesky (Landkreis Görlitz).

## Geographie

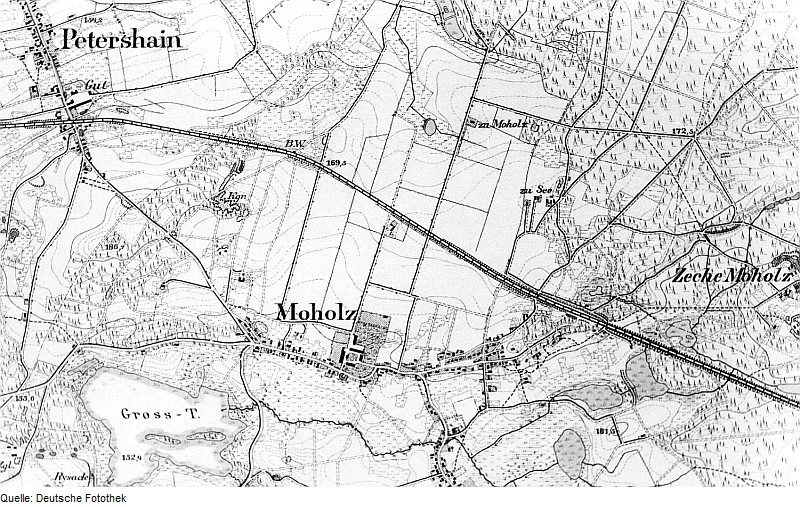
Messtischblatt von 1886 mit Moholz und Zeche Moholz

Moholz schließt sich nördlich an See an und liegt zum größten Teil südlich der Bahnstrecke Węgliniec–Falkenberg/Elster. Nördlich der Bahnlinie und östlich des Kernortes liegt Zeche Moholz, eine ehemalige Industriesiedlung. Die Bundesstraße 115 verläuft in Nord-Süd-Richtung rund zwei Kilometer östlich des Ortes.
Umgebende Ortschaften sind Kosel im Norden, Trebus im Nordosten, Niesky im Osten und Südosten, See im Süden und Südwesten, und Petershain im Nordwesten.
Die Gegend um Moholz ist waldreich, bedeutende Bodenschätze sind Ton, Alaun und Braunkohle.

## Geschichte
Ein Topf der Kugelamphoren-Kultur und eine Amphore, die nordwestlich der Zeche Moholz gefunden wurden, belegen eine jungsteinzeitliche Siedlungstätigkeit in der Gemarkung.
Das Dorf entstand vermutlich im Zuge der zweiten Phase der deutschen Ostsiedlung im 13. oder frühen 14. Jahrhundert. Urkundlich erwähnt wurde Moholcz erstmals um 1350. Grundherrschaftlich gehörte das Dorf im 14. Jahrhundert der Sproitzer Herrschaft derer von Belbitz.
Durch den Prager Frieden von 1635 kamen noch während des Dreißigjährigen Krieges (1618–1648) die böhmischen Kronländer Ober- und Niederlausitz an das Kurfürstentum Sachsen.
Das Dominium in Moholz erlebte 1732 und 1834 Blitzschläge, durch die Wirtschaftsgebäude niederbrannten. Ein verheerender Brand entstand im Dorf am 18. Oktober 1788 aus Unachtsamkeit. Ihm fielen 15 Wohnhäuser, 6 Scheunen und 8 Nebengebäude zum Opfer.
Nach den verlorenen napoleonischen Kriegen musste das Königreich Sachsen als französischer Bündnispartner 1815 große Teile seines Landes an das Königreich Preußen abtreten. Moholz wurde im Folgejahr in den preußisch-schlesischen Landkreis Rothenburg (Ob. Laus.) eingegliedert.
Prinz Friedrich Karl Nikolaus von Preußen hielt am 12. Juni 1866 bei der Moholzer Windmühle eine Heerschau ab. Die Truppen waren in der Umgegend einquartiert.
In der zweiten Hälfte des 19. Jahrhunderts wuchs die als Moholzer Ziegelscheune benannte Kolonie, sie wies drei Ziegeleien, eine Mahlmühle, ein Sägewerk und zwei Kohlenschächte auf. Durch letztere erhielt die Kolonie schließlich den Namen Zeche Moholz. 1890 wurde dort auch der Gasthof zum Waldfrieden erbaut, der zu einem beliebten Sonntagsausflugsziel der Bürger Nieskys wurde.
Am 1. April 1938 erfolgten im Landkreis Rothenburg mehrere Gemeindezusammenschlüsse, unter anderem kam Moholz nach See.
Nach dem Zweiten Weltkrieg kam die Oberlausitz westlich der Lausitzer Neiße wieder zum Land Sachsen. Das Gut wurde enteignet und dessen Ländereien im Rahmen der Bodenreform 1946 neu verteilt. Durch die Verwaltungsreform von 1952 kam die Gemeinde zum Kreis Niesky (Bezirk Dresden).
Zum 1. April 1974 wurde See mit Moholz nach Niesky eingemeindet.

### Bevölkerungsentwicklung
| Jahr | Einwohner |
| ---- | --------- |
| 1825 | 354       |
| 1871 | 601       |
| 1885 | 574       |
| 1905 | 716       |
| 1925 | 703       |

Im Jahr 1777 wirtschafteten in Moholz 9 besessene Mann, 6 Gärtner und 22 Häusler.
Im 19. Jahrhundert stieg die Einwohnerzahl von 354 im Jahr 1825 auf 601 im Jahr 1871. Nach einem kurzzeitigen Rückgang stieg die Zahl bis 1905 auf 716, fiel bis 1925 jedoch wieder auf 703, was im 100-jährigen Vergleich ungefähr einer Verdopplung gegenüber 1825 entspricht.
Die Sorben stellten ursprünglich einen hohen Bevölkerungsanteil, jedoch konnte schon Arnošt Muka Anfang der 1880 unter den rund 600 Einwohnern nur noch 32 Sorben ermitteln, was einem 5-prozentigem Anteil entspricht.

### Ortsname
Urkundlich überlieferte Formen des Ortsnamens sind unter anderem Moholcz (um 1350), Mohulcz (1399), Mohoulcz (1446), Oholcz (1462), Moholtz (1533) und Moholz (1791).
Der sorbische Name ist urkundlich als Wuhelz (1800), Wujelz (1835) und Wuhelc (1843) überliefert.
Der Name leitet sich wahrscheinlich vom altsorbischen Wort uhel’ „Hohlzkohle“ (auch: obersorbisch wuhl, wuhel „Kohle“) und verweist somit auf Köhlereitätigkeiten. Der M-Anlaut des deutschen Namens lässt sich möglicherweise auf einen noch vorhandenen Auslaut einer Präposition (vom, am, beim) zurückführen.